# Lissonota maculiventris
Lissonota maculiventris är en stekelart som först beskrevs av Sievert Allen Rohwer 1913.  Lissonota maculiventris ingår i släktet Lissonota och familjen brokparasitsteklar. Inga underarter finns listade i Catalogue of Life.